# Abu Muhàmmad Madikarib ibn Kays al-Àixath
Abu Muhàmmad Madikarib ibn Kays al-Àixath (nom complet Abu Muhàmmad Madikarib ibn Kays ibn Madikarib al-Àixath), també anomenat al-Aixadj (L'apunyalat) i Urf al-Nar (el traïdor, en dialecte d'Aràbia del Sud) fou un cap dels Kinda de Hadramaut, del clan d'al-Harith.
De jove va fer una expedició contra els Banu Murad que havien mort al seu pare, però fou fet presoner i va haver de pagar 3000 camells per la seva llibertat. El 631 va encapçalar la delegació dels kindites al Profeta oferint la submissió de part del poble, i es va pactar que la seva germana Kayla es casaria amb Mahoma, però aquest va morir (632) abans de l'arribada de la noia. Abu Muhammad es va revoltar amb el seu clan en el marc de la Rida (apostasia), i fou assetjat al castell de Nudjayr.
Després de rendir-se el califa Abu Bakr li va donar com esposa a la seva germana Umm Farwa o Kurayba (altres fonts diuen que aquest matrimoni ja es va celebrar el 631). Va lluitar a Síria i va perdre un ull en la batalla del Yarmuk. Després va participar en la conquesta d'Iraq i es va establir a Kufa. Es creu que va participar en l'expedició a l'Azerbaidjan del 646/647. El 657 va prendre part en la batalla de Siffin i va ser un dels que van pressionar per l'acceptació de l'arbitratge i el nomenament d'Abu Musa al-Ashari com a àrbitre.
Va morir a Kufa en el govern de Hasan ibn Ali el 661.